# Mallory Jansen
Mallory Jansen (Melbourne; 18 de junio de 1989) es una actriz australiana. Es más conocida por su papel como Aida / Ophelia / Madame Hydra en la serie Agents of S.H.I.E.L.D. y como Madalena en la serie Galavant, de la cadena ABC. Además, tuvo papeles secundarios en las series de comedia Baby Daddy y Young & Hungry.
En 2014 interpretó a Helena Christensen en la miniserie de dos partes Never Tear Us Apart: The Untold Story of INXS. En Agents of S.H.I.E.L.D. también interpretó otros dos papeles, el de Agnes Kitsworth, una mujer en la que se basó a Aída físicamente, y Madame Hydra, villana dentro de un mundo virtual conocido como el Framework.
En el 2020 protagonizó la película Nuestra duodécima cita en Navidad, junto a su compañero de reparto de la serie Galavant Joshua Sasse.
En 2021 rodó el piloto de la serie The Big Leap junto a Piper Perabo y Kevin Daniels. En él interpreta a Mónica Sullivan, una ex bailarina con una lengua bastante ácida quien es animadora y coreógrafa del reality show The Big Leap y cree que será un completo desastre.

## Filmografía

### Cine
| Año  | Título   | Rol | Notas        |
| ---- | -------- | --- | ------------ |
| 2013 | Half Way | Syd | Cortometraje |

### Televisión
| Año       | Título                                        | Rol                               | Notas                                                   |
| --------- | --------------------------------------------- | --------------------------------- | ------------------------------------------------------- |
| 2012      | Howzat! Kerry Packer's War                    | Sharon                            | Miniserie televisiva                                    |
| 2013      | Mr & Mrs Murder                               | Rachel Glass                      | Episodio: "En Vogue"                                    |
| 2013      | Twentysomething                               | Kelly                             | Episodio: "Fake It Till You Make It"                    |
| 2014      | Never Tear Us Apart: The Untold Story of INXS | Helena Christensen                | Miniserie televisiva                                    |
| 2014      | Baby Daddy                                    | Georgie Farlow                    | Papel recurrente; 4 episodios                           |
| 2014      | Young & Hungry                                | Caroline Penelope Huntington      | Papel recurrente; 6 episodios                           |
| 2015–16   | Galavant                                      | Madalena                          | Personaje regular; 18 episodios                         |
| 2016–2017 | Agents of S.H.I.E.L.D.                        | Aída/Agnes Kitsworth/Madame Hydra | Papel recurrente; 19 episodios                          |
| 2017      | American Housewife                            | Nina                              | Papel recurrente; 2 episodios                           |
| 2018      | This is Us                                    | Ema Wade                          | 1 episodio                                              |
| 2018      | Shooter                                       | Margo                             | Papel recurrente; 4 episodios                           |
| 2020      | Nuestra duodécima cita en Navidad             | Jenifer Holloway                  | Película para televisión de Hallmark Channel            |
| 2020      | Triangle                                      | Grace                             |                                                         |
| 2021      | The Big Leap                                  | Monica Sullivan                   | Papel recurrente                                        |
| 2021      | Her Pen Pal                                   | Victoria                          | Película para televisión de Hallmark Channel            |
| 2022      | Francesca Quinn, PI                           | Francesca Quinn                   | Película para televisión de Hallmark Movies & Mysteries |